# Liste der Monuments historiques in Charnois
Die Liste der Monuments historiques in Charnois führt die Monuments historiques in der französischen Gemeinde Charnois auf.

## Liste der Objekte
| Bezeichnung                        | Beschreibung | Standort                     | Kennzeichnung | Schutzstatus | Datum | Bild |
| ---------------------------------- | --- | ---------------------------- | ------------- | ------------ | ----- | ---- |
| Skulptur eines Heiligen            | Holz, farbig gefasst, 18. oder 19. Jahrhundert; mit Nische                                                                      | in der Kirche St-Rémi (Lage) | PM08001002    | Inscrit      | 1077  |      |
| Skulptur Petrus                    | Holz, farbig gefasst, 18. Jahrhundert                                                                                           | in der Kirche St-Rémi (Lage) | PM08001005    | Inscrit      | 1077  |      |
| Wandvertäfelung des Chorraums      | Holz, bemalt und vergoldet, Anfang des 19. Jahrhunderts                                                                         | in der Kirche St-Rémi (Lage) | PM08001001    | Inscrit      | 1077  |      |
| Hauptaltar                         | Altartisch, Tabernakel, Retabel und Gemälde Mariä Himmelfahrt; Holz, farbig gefasst, Stein, sowie Ölfarbe auf Leinwand, um 1800 | in der Kirche St-Rémi (Lage) | PM08001000    | Inscrit      | 1077  |      |
| Skulptur Madonna mit Kind          | Holz, farbig gefasst, 18. oder 19. Jahrhundert; mit Nische                                                                      | in der Kirche St-Rémi (Lage) | PM08001003    | Inscrit      | 1077  |      |
| Skulptur Johannes Evangelist       | Holz, farbig gefasst, 17. Jahrhundert                                                                                           | in der Kirche St-Rémi (Lage) | PM08001004    | Inscrit      | 1077  |      |
| Prozessionsfahne Heiliger Quirinus | Seide, bestickt, um 1900 | in der Kirche St-Rémi (Lage) | PM08001006    | Inscrit      | 1077  |      |